# Чувашский орнамент
Чувашский национальный орнамент — символы чувашей, являются историко-культурным наследием чувашского народа. Орнамент используется в национальной вышивке, ювелирных изделиях, художественных произведениях, архитектуре и т. д.

## Основные пиктографические элементы[1]
| Символ | Значение                                              | Символ | Значение                                        |
| ------ | ----------------------------------------------------- | ------ | ----------------------------------------------- |
|        | Солнце, гармония, согласие                            |        | Свет, тепло, очаг, энергетика жизни             |
|        | Были и будем, величие рода                            |        | Сплочённость                                    |
|        | Братская помощь, солидарность                         |        | Честь, воля, самообладание                      |
|        | Духовная и родовая связь                              |        | Ладья жизни, талант, успех, судьба, рок         |
|        | Око Бога — Турӑ, неба, Мира, духовное прозрение       |        | Истина, закон, гуманизм, справедливость         |
|        | Мироздание, единоверие, реквием                       |        | Дерево, место обряда, обращение к природе       |
|        | Оберег от зла, гнева, доброта, выдержка               |        | Состязание, противостояние, свет и тьма         |
|        | Соглашение, примирение                                |        | Мир, союз, согласие                             |
|        | Честь, отвага, долг, верность                         |        | Небосвод, вселенная                             |
|        | Связь неба с Землёй                                   |        | Покорение вершины, стремление ввысь             |
|        | Движение, эволюция                                    |        | Мысль, знание                                   |
|        | Память о прошлом, дума о будущем                      |        | Щит, оберег единства, гимн                      |
|        | Забота о ближнем                                      |        | Надёжность, рука об руку                        |
|        | Жилище, приют, кров родного дома                      |        | Созидание, зов помощи                           |
|        | Благотоворительность, помощь — "Ниме"                 |        | Духовный взлет, совесть, воля                   |
|        | Трудолюбие, терпение, жизнестойкость                  |        | Обмен, совет, диалог                            |
|        | Дети одной матери, семья, потомки единого рода        |        | Увеличение семьи, рода                          |
|        | Взаимопонимание                                       |        | Он и Она, любовь, взаимоуважение                |
|        | Человечность, разум, сила, здоровье, душевная красота |        | Близкие, родня, землячество, взаимопомощь       |
|        | Продолжение рода, крепкая семья                       |        | Связь с отчим домом, преданность                |
|        | Дружба, общее дело, опора, доверие                    |        | Древо жизни, торжество жизни, наследие мудрости |
|        | Национальное достоинство, самосознание                |        | Равенство, понимание, согласие                  |
|        | Забота о детях, юношестве, опека, милосердие          |        | Сплочённые сородичи, дружба                     |
|        | Семейный очаг, уют, доброта                           |        | Друг за друга, семья                            |
|        | Верность, единство, любовь                            |        | Сила рода, дух нации, живучесть                 |
|        | Поле, зерно, сеятель добра                            |        | Межа поля, раздел                               |
|        | Мера длины, развод рук                                |        | Эпоха, период, течение времени                  |
|        | Чаша - мера грехов и доброты                          |        | Добро и зло, жизнь и смерть                     |
|        | Жизненный путь, дорога                                |        |                                                 |

Символы "Древо жизни" и "Солнце" используются в гербе и флаге Чувашской Республики

## Цвета
- Красный - цвет жизни, отваги, любви
- Белый - цвет правдивости, чистоты, мудрости
- Чёрный - цвет земледелия и смерти
- Зелёный - цвет природы
- Синий - цвет неба
- Жёлтый - цвет солнца

Основными цветами орнаментов являются белый, красный и чёрный